# Pinus alepensis
Pinus alepensis là một loài thực vật hạt trần trong họ Pinaceae. Loài này được Poir. mô tả khoa học đầu tiên năm 1804.